# Catherine Corless
Catherine Corless (nascida Farrell, Tuam, 1954) é uma historiadora irlandesa, conhecida por seu trabalho na compilação de informações sobre as mortes de crianças no Lar para Mães e Bebês Bon Secours em Tuam, Galway, na Irlanda. Depois de se interessar pela história local ao frequentar um curso noturno, Catherine decidiu escrever um artigo sobre a casa de mães e bebês inspirado em suas próprias memórias de infância na instituição. Ela passou seu tempo livre pesquisando registros em bibliotecas, igrejas e escritórios do conselho, e descobriu que 796 crianças morreram no local. Ela encontrou certidões de óbito, mas identificou que não havia registros de sepultamento. Os corpos foram eventualmente descartados em uma fossa séptica abandonada na propriedade. Ela recebeu vários prêmios em reconhecimento ao seu trabalho, incluindo o Prêmio Pessoas do Ano (da Raidió Teilifís Éireann - RTÉ) em 2018. Na sequência do relatório governamental de 2020 sobre mortes e abusos em lares de mães e bebês, o Taoiseach irlandês Micheal Martin chamou Catherine Corless de “incansável cruzada da dignidade e da verdade”.

## Investigação sobre a casa de mães e bebês Bon Secours

### Pesquisa inicial
Depois de escrever um artigo sobre proprietários de terras para o jornal de história local, os editores do jornal ficaram impressionados com seu trabalho e perguntaram se ela consideraria enviar outro artigo. Suas próprias lembranças da casa das crianças e de frequentar a escola com as crianças da casa despertaram seu interesse pelo tema. Catherine Corless relatou em diversas ocasiões como se sente culpada por uma peça que certa vez pregou em uma das crianças da casa, copiando um colega de classe ao embrulhar uma pedra em uma embalagem de doce e oferecê-la a uma garota que a agarrou, pensando que era uma guloseima.
Catherine descobriu que muito pouco havia sido escrito sobre o lar de mães e bebês e que seria necessária uma extensa pesquisa para seu artigo. Ela começou perguntando aos moradores da propriedade que foi construída no local da casa e lhe foi mostrado o local de uma vala comum, onde os moradores acreditavam estar as vítimas da Grande fome de 1845–1849 na Irlanda. Em seguida, Catherine recorreu aos mapas da área do Ordnance Survey, que indicavam que o local da sepultura era uma fossa séptica em 1890. Ela pediu informações ao Bon Secours, mas não recebeu nada de útil. Em seguida, Catherine obteve certidões de óbito de algumas das crianças da casa e percebeu que não havia indicação de onde as crianças haviam sido enterradas. Ela escreveu o seu artigo para o jornal local, cobrindo todos os aspectos da casa, e fez a pergunta no final do artigo: as crianças mortas tinham sido enterradas nas fossas sépticas?
O artigo não recebeu a atenção que Catherine esperava das autoridades e, por isso, ela fez mais pesquisas sobre o número de crianças que morreram na casa. Entre 2011 e 2013, ao pagar 4 euros por cada registo, obteve 798 registos de óbitos de crianças que morreram na casa, mas nenhum registo de sepultamento.

### Cobertura da mídia
Catherine Corless inicialmente abordou a mídia local em 2013 sobre os resultados de suas investigações, com o objetivo de arrecadar fundos para um memorial maior no local, mas apenas um pequeno artigo foi impresso. Isto foi seguido, em fevereiro de 2014, por outro artigo no Connacht Tribune, novamente concentrado no apelo à instalação de uma placa no local com os nomes das crianças que morreram. Ela continuou sua pesquisa, conversando com várias pessoas que nasceram na casa ou que achavam que parentes poderiam estar enterrados lá.[carece de fontes?]
A história estourou nacionalmente em 2014, com cobertura de primeira página do Irish Mail on Sunday. Catherine então recebeu muitos pedidos da mídia internacional. Catherine teria ficado chateada com parte da natureza especulativa dos relatórios, como a suposição de que todas as crianças que morreram na casa foram enterradas na fossa séptica.
Em 2017, uma Comissão de Investigação concluiu que os restos mortais numa estrutura subterrânea no local, que parecia ter sido uma fossa séptica, continham restos mortais de crianças que morreram durante o período em que a casa para mães e bebês funcionou. Catherine Corless fez várias outras aparições na mídia após este anúncio. Ela apareceu no The Late Late Show em março de 2017 para falar sobre sua pesquisa. Ela foi aplaudida de pé pelo público ao final de sua entrevista. Ela também apareceu no programa Profile da BBC Radio 4 depois em 2018 no PM em um segmento chamado The Home Babies.
Em 2018, Catherine Corless apareceu no documentário da RTÉ chamado No Country for Women, apresentando a história de Julia Carter Devaney que passou os primeiros 45 anos de sua vida na casa de mães e bebês de Tuam. Em julho de 2018, deu uma palestra no Galway International Arts Festival.

### Críticas a Catherine Corless
Catherine Corless recebeu críticas por sua pesquisa. Ela afirmou que muitos moradores locais expressaram que o assunto deveria ter sido deixado de lado. Ela também afirmou que lhe disseram para abandonar sua pesquisa em relação aos corpos, e que ela deveria "simplesmente deixá-los lá". Uma moradora, Mary Moriarty, também relatou ter ouvido moradores locais afirmando que o assunto deveria ser deixado de lado. Depois que a história apareceu na mídia nacional, Catherine afirmou que foi contatada pela sede do Bon Secours em Cork e informada de que havia incomodado as religiosas mais velhas e que sua informação era falsa.
Depois que a Comissão de Investigação de Casas para Mães e Bebês concluiu que os corpos na vala comum no local da casa datavam da época em que a casa estava aberta e não eram vítimas da fome, foi amplamente divulgado que a atuação de Catherine havia sido justificada pelas conclusões. O marido dela comentou que não tinha percebido que havia tantas dúvidas em torno das conclusões da pesquisa de Catherine.

### Apoio à exumação
Catherine Corless fez várias declarações apoiando a exumação da vala comum em Tuam. Em 2017, depois de receber um Prêmio de Direitos Humanos pelo seu trabalho, ela disse: "O ideal seria exumar esses pequenos corpos e apenas mostrar-lhes alguma dignidade e reverência e talvez enterrá-los novamente no cemitério principal de Tuam, que fica do outro lado da estrada." Ela criticou o processo de consulta sobre o futuro do local implementado pelo Conselho do Condado de Galway e apelou ao público para mostrar preferência pela opção de um exame forense completo, afirmando que isso "traria a justiça de longo prazo às famílias dos bebês enterrados neste tanque". Ela levantou a questão novamente em abril de 2018, após receber o prêmio de Personalidade do Ano. Crítica do fato de que o dinheiro era um fator nas possíveis opções futuras para o local, Catherine Corless disse: "Há algumas sugestões para memorializar o local, mas acho que isso é desrespeitoso e inaceitável. Agora é necessária uma exumação completa. Precisamos remover os restos mortais dessas crianças inocentes – não há lugar para elas – e dar-lhes um enterro respeitoso. Isso seria parte do processo de cura para todas as famílias envolvidas. A única coisa que impede uma exumação completa é o dinheiro, e isso é não é motivo."
Catherine Corless recusou um convite para uma recepção na visita do Papa Francisco à Irlanda, e participou de uma vigília que decorreu ao mesmo tempo que a Missa Papal, afirmando que estava "ao lado dos bebês". Em 2020, ela escreveu ao Arcebispo Jude Thaddeus Okolo, embaixador do Papa na Irlanda, sobre o reenterro dos restos mortais e recebeu uma resposta de que o Arcebispo partilhava a opinião do Arcebispo de Tuam, de que os restos mortais deveriam receber um reenterro digno.

## Prêmios
Catherine Corless recebeu vários prêmios em reconhecimento a sua investigação sobre a Casa para Mães e Bebês Bon Secours. Em 2017, ela recebeu o Prêmio de Direitos Humanos da Ordem dos Advogados da Irlanda em reconhecimento ao "serviço humanitário excepcional". Em seu discurso de aceitação, ela disse:
"Eu não consigo entender como as irmãs puderam deixar aquela casa em 1961, fechar os portões, com 796 crianças enterradas nos túneis, muitas delas na área do tanque de esgoto, como sabemos agora. Que tipo de mentalidade deixaria aquele lugar sem reconhecer que tantos enterros foram feitos ali, que tantas vidas preciosas foram perdidas? O ideal seria exumar esses pequenos corpos e mostrar-lhes alguma dignidade e reverência e, talvez, enterrá-los novamente no cemitério principal de Tuam, que fica do outro lado da rua. Esperamos que a comissão de inquérito faça justiça a eles [os sobreviventes]. Tudo o que eles querem é um pedido de desculpas e o reconhecimento do que aconteceu com eles e suas mães. Meu trabalho de campanha em nome dos sobreviventes de casas de mães e bebês continua e espero que esse prêmio especial dê a ainda mais sobreviventes a força necessária para contar suas histórias. Com cada testemunho, a verdade é revelada e nossa campanha para que a justiça prevaleça é fortalecida. Compartilho este prêmio com todas as pessoas sobreviventes - isto é para elas."— Catherine Corless 
No mesmo ano, ela recebeu um Prêmio Especial de Pesquisa Investigativa no Newsbrands Ireland Journalism Awards 2017.
Em fevereiro de 2018, ela foi eleita uma das Pessoas do Ano de Galway. Em abril de 2018, Catherine Corless foi uma das ganhadoras do prêmio Pessoas do Ano do Grupo de Reabilitação. Ela foi aplaudida de pé na cerimônia e foi amplamente elogiada no Twitter. O Presidente da Irlanda, Michael Higgins, elogiou o trabalho de Catherine Corless enquanto discursava no Festival Internacional de Artes de Galway. Sobre Catherine Corless, Higgins disse: "Ela demonstrou não apenas coragem e perseverança, mas um compromisso notável com a descoberta da verdade, com a verdade histórica e com a verdade moral. Todos nós nesta república temos uma dívida de gratidão para com Catherine pelo que foi extraordinário ato de virtude cívica”.
Em outubro de 2018, Catherine Corless recebeu um doutorado honorário da NUI Galway. Ao conceder o prêmio, a professora Caroline McGregor, da Escola de Ciência Política e Sociologia do NUIG, disse que a pesquisa de Catherine "procurou resubjetivar as crianças que morreram e suas famílias e parentes porque, no momento de sua morte, foram tratadas mais como objetos de descarte doq ue como sujeitos com direito a dignidade, justiça e respeito na vida e na morte. Seu trabalho não se concentra apenas naqueles que morreram, mas também naqueles que continuam a viver com a dor, o trauma e a mágoa no presente."
Em dezembro de 2018, Catherine Corless recebeu um diploma honorário do Trinity College Dublin. No mesmo dia, o Trinity Long Room Hub organizou um evento "In Conversation with Catherine Corless".
Em 4 de setembro de 2019, Catherine recebeu um Doutorado Honorário em Literatura pela University College Dublin, "Pelos valores da humanidade que Catherine exemplifica e pela diferença que ela fez para o mundo."

## Vida pessoal
Catherine Corless nasceu em Tuam e mora na região desde então. Ela se casou com Aidan Corless em 1978. Ela era secretária em uma fábrica têxtil antes de abandonar o trabalho para ser mãe em tempo integral de seus quatro filhos. Ela estudou história local em um curso noturno. Ela descobriu que sua própria mãe era ilegítima, sem pai listado em sua certidão de nascimento e havia sido criada por famílias adotivas.